# Atropos

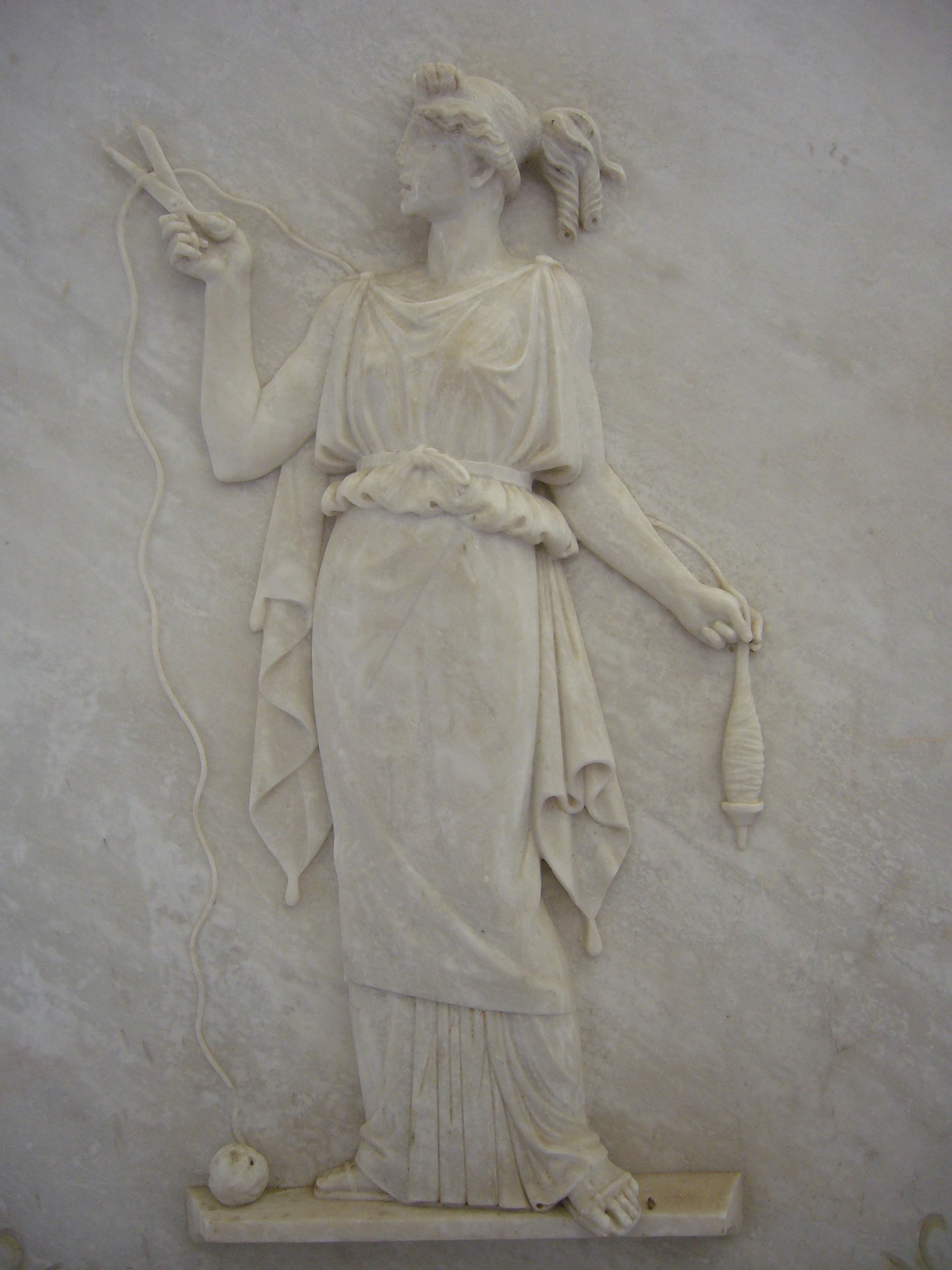
Atropos stříhající nit života

Atropos (starořecky Ἄτροπος „neodvratná, nezvratitelná“) je v řecké mytologii bohyně osudu, která společně se svými sestrami Klóthó a Lachesis dohlíží nad životním údělem smrtelníků. Atropos je nejstarší z Moir a právě ona rozhoduje o okamžiku smrti tím, že přestřihuje nit života, kterou od narození dotyčného přede Klóthó a odměřuje Lachesis.

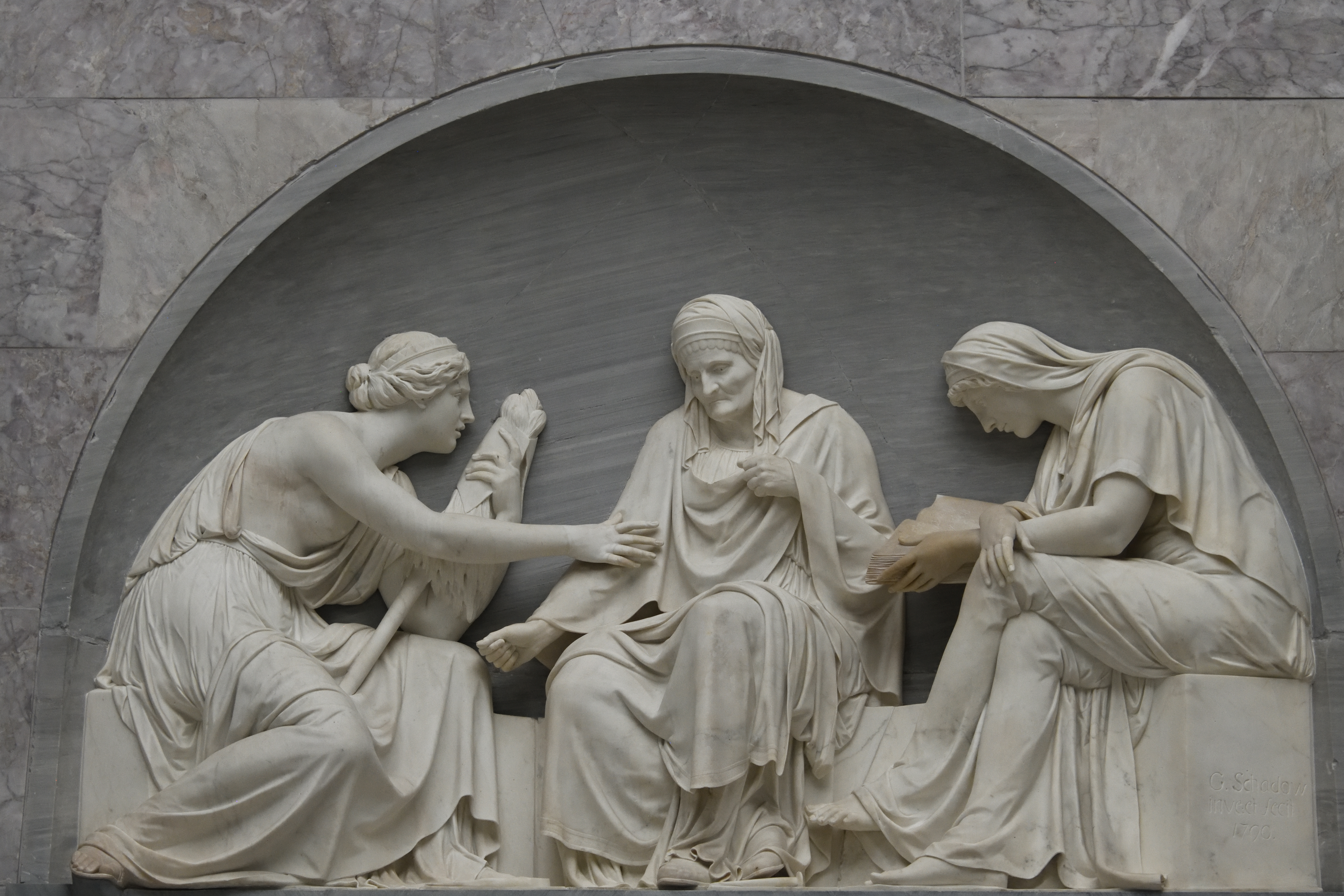
Atropos s knihou

Atropos je nejčastěji vyobrazována s nůžkami, případně s knihou života nebo slunečními hodinami, na kterých ukazuje hodinu smrti.
Podle Hésiodova díla O původu bohů je Atropos (a její sestry) dcerou Ereba a Nykty, avšak ve stejném díle se později jako matka a otec zmiňují Zeus a Themis. Podle jiných zdrojů jsou Moiry potomky boha času Chrona a bohyně osudové nutnosti Ananké.

## V biologii
Od jména bohyně Atropos byly odvozeny vědecké názvy některých rostlin a živočichů:
- Bitis atropos (bez českého pojmenování) – druh zmije rodu Bitis vyskytující se v hornatých oblastech na jihu Afriky
- Acherontia atropos – lišaj smrtihlav
- Atropa bella-donna – rulík zlomocný (obsahuje alkaloid atropin s halucinogenními účinky)

## V kultuře
- Jeden z hrdinů v počítačové hře Dota 2 se jmenuje Atropos.[5]